# نانسي باريت
نانسي باريت (بالإنجليزية: Nancy Barrett)‏ هي ممثلة أمريكية، ولدت في 5 أكتوبر 1943 في شريفبورت في الولايات المتحدة.

## وصلات خارجية
- نانسي باريت على موقع IMDb (الإنجليزية)
- نانسي باريت على موقع قاعدة بيانات برودواي على الإنترنت (الإنجليزية)
- نانسي باريت على موقع ديسكوغز (الإنجليزية)
- نانسي باريت على موقع قاعدة بيانات الفيلم (الإنجليزية)